# Колонна (фильм)
«Колонна» (рум.  Columna) — совместный румынско-восточно-германский исторический художественный фильм, снятый в 1968 году режиссёром Мирчей Дрэганом. Является сиквелом фильма «Даки».

## Анонс
106 год нашей эры. Римская империя ведёт войну с Дакией. Император Траян разбил войско Децебала, восставшего вождя даков. Децебал покончил жизнь самоубийством, a Дакия вновь обращена в римскую провинцию. Но борьба продолжается и даки снова поднимаются на битву с римлянами.

## Описание сюжета

### Часть первая
Римские войска штурмуют столицу даков Сармизегетузу. Правитель даков Децебал вынужден бежать. Траян, войдя в город, отправляет за ним в погоню своего офицера Тиберия. Укрывшись в пещере, Децебал говорит своему военачальнику Джеруле, что даки должны сопротивляться. Римляне настигают беглецов, и Децебал, чтобы избежать плена, кончает жизнь самоубийством. Тиберий отрубает голову Децебала и приказывает отвезти ее Траяну. Джеруле удаётся бежать. На неокупированной части страны он собирает отряд даков и лелеет мечту отомстить римлянам и лично Тиберию.
Траян решает вернуться в Рим и приказывает Тиберию остаться для управления страной. Тиберий движется с отрядом вглубь страны и собирается основать крепость на границе с землями варваров. Молодой дак совершает на него покушение, но Тиберий разрешает местным старейшинам судить его по своим законам. Влиятельный местный вождь Однорукий, отец мятежника, проникается симпатией к Тиберию и помогает ему выбрать место для крепости. Один из центурионов Сабиний сходится с местной женщиной, но случайно натыкается на лагерь Джерулы, последний ослепляет римлянина. Тиберий проявляет милосердие к местной аристократке Андраде, которая защищаясь убила римского солдата, она становится женой Тиберия. Тиберий с помощью даков и Однорукого строит город, использует римские технологии для улучшения жизни даков.

### Часть вторая
Прошли годы. Сенатор из Рима, посланник Траяна, провозглашает город, построенный Тиберием муниципием и погибает от стрелы Джерулы. Ослепший Сабиний стал детским учителем. Отряд Джерулы совершает налёт на обоз с золотом в Рим, уничтожив всю охрану и «предателей», включая Однорукого. Тиберию удаётся поймать в западню отряд Джерулы, но он отпускает даков, предлагая Джеруле мир и даже гостеприимство, но угрожает разыскать его и уничтожить, в случае убийства хоть одного римлянина. Джерула случайно встречает Траяна, сына Тиберия и Андрады, дарит ему связку форели и просит его передать Тиберию, быть готовым к тому, что ещё кто-то умрёт.
К городу подходит многочисленный отряд варваров, Тиберий посылает за помощью в колонию Ульпию. Обрадованный Джерула спешит к предводителю варваров предлагая идти вместе с ними на римлян и просит отдать ему предводителя римлян. Командир соглашается и требует, чтобы после победы варваров все даки покинули земли: «Мне нравится этот край! Понравится он и нашему властелину. Хорошие места для кочевья!».
Прозревший Джерула решает сражаться на стороне римлян и с трудом убеждает молодых даков и внука Децебала пойти за ним. На следующий день варвары идут в наступление. Пехота Тиберия притворным отступлением заманивает мчащуюся конницу варваров на поле, утыканное кольями. Однако варваров слишком много, они лезут на оборонительные стены, нажимают на римскую пехоту. В разгар боя на варваров обрушивается отряд Джерулы, римская конница довершает разгром. Внук Децебала погибает в битве. Джерула нападает на подошедшего Тиберия и убивает его, отомстив за голову и правую руку Децебала, а затем сопровождает тело Тиберия в город, и говорит его сыну, что его отец был великим воином, и что Джерула теперь воспитает из него великого воина, чтобы мальчик защищал землю от врагов.

## В ролях
- Ричард Джонсон — Тиберий.
- Иларион Чобану — Джерула.
- Антонелла Луальди — Андрада.
- Амедео Надзари — император Траян
- Штефан Чуботарасу — Однорукий
- Флорин Пьерсик — Сабин.
- Амза Пелля — царь Децебал.
- Сидония Манолаче — Зия
- Эмиль Ботта — Верховный жрец (из предыдущего фильма)
- Франко Интерленги
- Георге Диникэ — Бастус
- Мирча Албулеску
- Валерия Гагеалов — Андрада
- Овидиу Юлиу Молдован — сын Однорукого
- Георге Козорич — читает текст

## Показ фильма
Первая мировая премьера фильма состоялась 24 октября 1968 года на международной фестивале фильмов в Сан-Франциско. Премьера германской версии прошла 1 ноября 1968 года в Вене, премьера румынской версии 18 ноября 1968 года в Бухаресте. Фильм просмотрели 10 508 376 зрителей в румынских кинотеатрах, что составило рекорд. Фильм занял седьмое место среди самых популярных румынских фильмов всех времён . В прокате СССР фильм демонстрировался с 3 августа 1970 года.
Фильм номинировался на кинопремию Оскар в категории Лучший фильм на иностранном языке в 1969 году, но в конкурсе не участвовал. На международном фестивале фильмов в Аделаиде 
(Австралия) фильм удостоился награды Diploma of Merit.

## Комментарии
1. ↑  В советском прокате фильм демонстрировался с 3 августа 1970 года, р/у Госкино СССР № 2037/70, дублирован на к/студии «Мосфильм», 1970 — опубликовано: «Каталог фильмов действующего фонда. Выпуск II: Зарубежные художественные фильмы», Инф.-рекл. бюро упр. кинофикации и кинопроката комитета по кинематографии при Совете министров СССР, М.-1972, стр. 64.